# Noël Coward
Noël Peirce Coward (født 16. december 1899 i Teddington, Greater London, død 26. marts 1973 i Blue Harbour på Jamaica) var en engelsk dramatiker, manuskriptforfatter, producent, skuespiller og sangskriver.
Han begyndte sin teaterkarriere allerede som tolvårig, da han spillede med i en juleforestilling. Det vakte hans interesse for faget, og han fortsatte som barneskuespiller. 
Cowards første store succes var The Young Idea i 1923. Derefter skrev og medvirkede han i flere teaterstykker, som også blev store successer både i Storbritannien og USA som Hay Fever (1925), Private Lives (1930, sammen med Gertrude Lawrence), Blithe Spirit og Design for living. 
Han skrev også flere filmmanuskripter, bl.a. den patriotiske In Which We Serve (1942) og den sentimentale Brief Encounter (1945). Han optrådte også som skuespiller i filmen Our man in Havanna (Vor mand i Havanna) i 1959.
Efter anden verdenskrig optrådte han på natklubber og kabareter, hvor han sang sine egne sange.